# Graham Chapman
Graham Chapman   (Stoneygate, 8 de gener de 1941 - Maidstone, 4 d'octubre de 1989) fou un còmic, escriptor i actor anglès, més conegut per haver format part del grup d'humoristes Monty Python i haver protagonitzat dues de les pel·lícules que el grup produí, Monty Python and the Holy Grail (1975) i La vida de Brian (1979).
Graham Chapman va anar a la Universitat de Cambridge, on va estudiar medicina i va conèixer el seu coautor dins dels Monty Python, i amic, John Cleese. Chapman fou una de les primeres celebritats a fer públic el fet que era homosexual, a mitjans de la dècada dels 70, i esdevingué un dels primers portaveus pels drets dels homosexuals. Va morir amb 48 anys el 4 d'octubre de l'any 1989, de pneumònia originada per un càncer de gola que se li havia estès a l'espinada.